# Bacteroidota
Bacteroidota) je relativně početný kmen gramnegativních bakterií, do něhož patří tři třídy, Bacteroidetes, Flavobacteria a Sphingobacteria, z nichž nejvýznamnější je ta první.
Mnoho z Bacteroidota (např. rod Bacteroides) je velmi hojnou součástí střevní mikroflóry člověka. Některé se však mohou stát patogeny a způsobovat infekce, především Bacteroides fragilis.
Zajímavostí je, že do tohoto kmene patří dvě obligátně endosymbiotické bakterie, Amoebophilus asiaticus (hostitelem jsou améby) a Cardinium hertigii (hostitelem jsou členovci).